# Ахиллес и черепаха (фильм)
«Ахиллес и черепаха» (яп. アキレスと亀 Акирэсу то камэ) — кинофильм японского режиссёра Такэси Китано. Заключительная часть трилогии Китано (первые два фильма — «Такешиз» и «Банзай, режиссёр!»). Был номинирован на «Золотого льва» в 2008 году. А на Софийском кинофестивале кинолента была удостоена приза зрительских симпатий.

## Сюжет
Этот фильм рассказывает о жизни Матису, родившегося в семье известного в Японии бизнесмена. Семья очень богата, отец никогда и ни в чём не отказывает мальчику, тот занимается живописью и создаёт интересные, по мнению взрослых, картины. Но после того, как компания семьи обанкротилась, отец повесился, не оставив своим близким никаких денег. Матису хочет стать известным художником, и он идёт к цели, работая сначала разносчиком газет, затем фабричным рабочим, одновременно учится и рисует. Вскоре Матису со своими работами идет к знаменитому японскому арт-дилеру за рецензией, но тот только лишь осуждает его картины. Стремясь добиться известности, герой слепо следует советам дилера, но его попытки прославиться со временем становятся всё более жалкими.

## Создатели фильма
| - Режиссёр — Такэси Китано - Сценарий — Такэси Китано - Оператор — Кацуми Янагисима - Композитор — Юки Кадзиура - Продюсер — Масаюки Мори | - Бит Такэси — Матису - Канако Хигути — жена Матису - Юрэй Янаги — Матису в юности - Кумико Асо — жена Матису в юности - Акира Накао — отец Матису |

## Отзывы критиков
Несмотря на внешнюю простоту и в целом тотальное повторение пройденного, весьма глубокий фильм, на котором можно посмеяться, а можно и призадуматься.— Станислав Ф. Ростоцкий

Если в первых двух картинах трилогии Китано анализировал сам себя, свою фильмографию, успехи и неудачи, то в «Ахиллесе…» под увеличительным стеклом режиссёра оказывается процесс создания чего-то по-настоящему оригинального, не украденного у предшественников, а сделанного в порыве вдохновения.— Станислав Никулин

Опять же автобиография, ещё одна её версия. Но так же, как нет объяснения тому, каким образом Ахиллес не может догнать черепаху, так же загадочны парадоксы творчества. Был бы Китано только художником, возможно, он бы всю жизнь тщетно ждал признания.— Андрей Плахов